# فيتا نيلسون
فيتا نيلسون (بالإنجليزية: Vita Nelson)‏ هي ناشرة أمريكية، ولدت في 1937.